# Kaulbachstraße 36 (München)

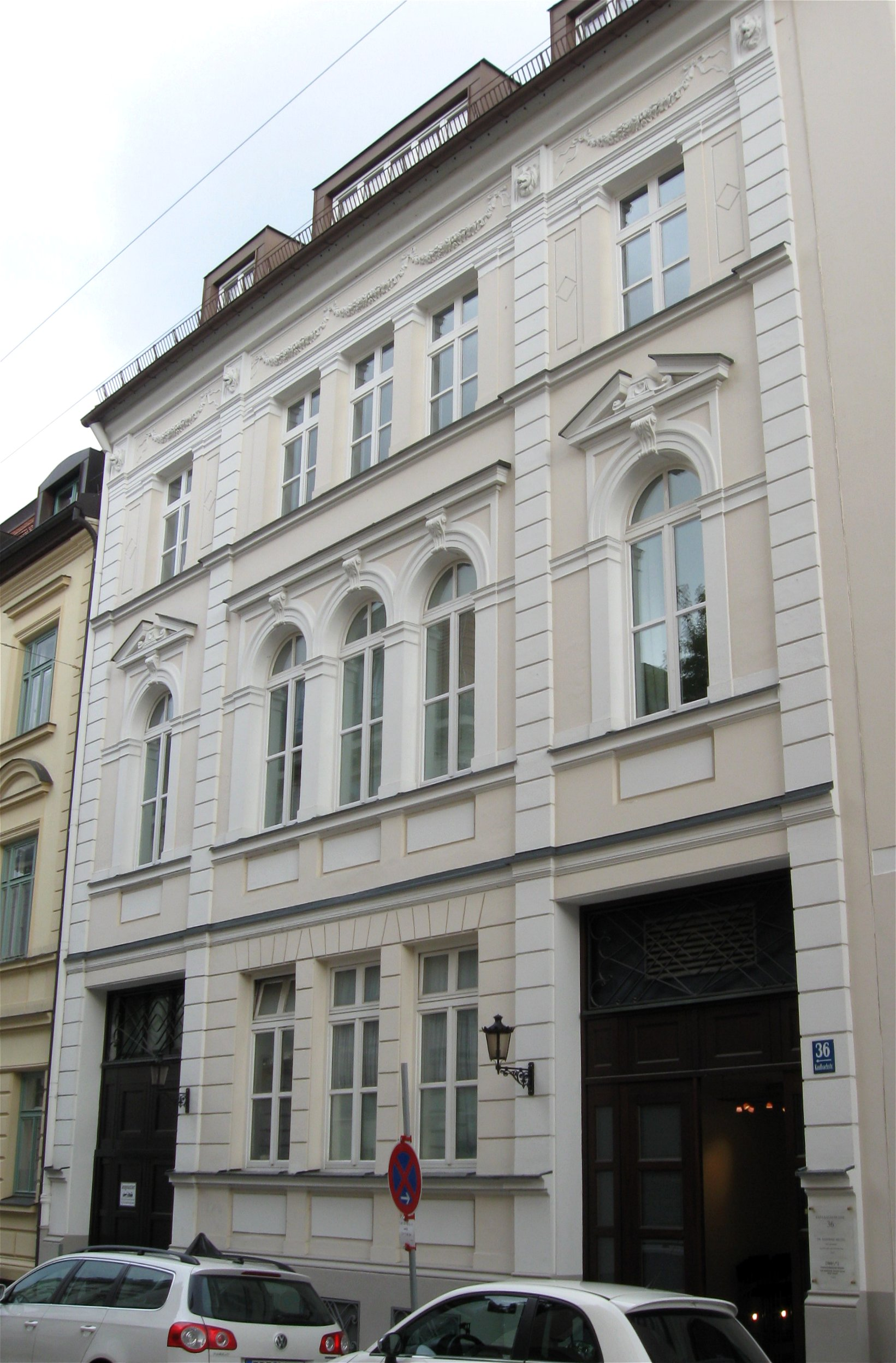
Haus Kaulbachstraße 36 in der Maxvorstadt von München

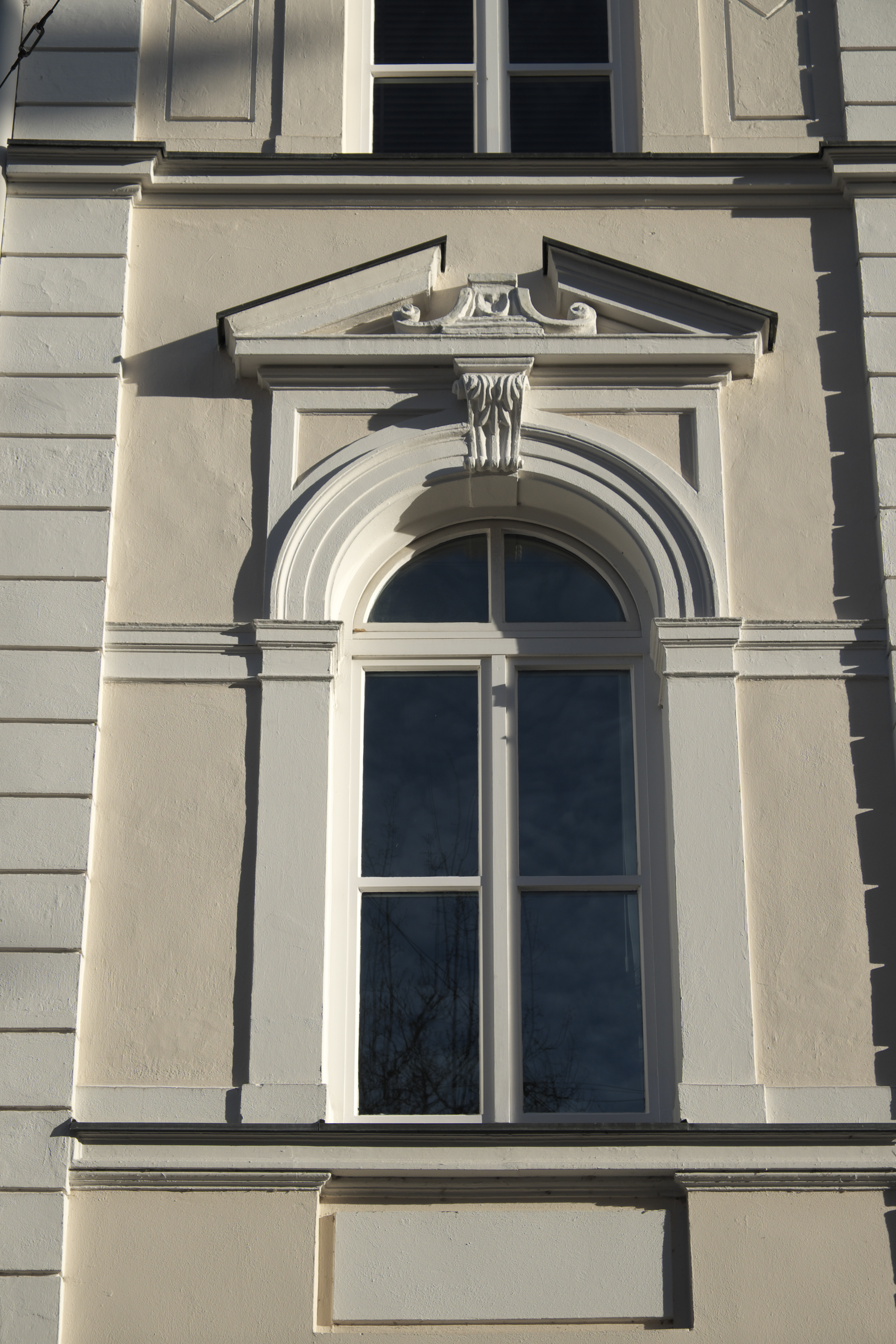
Fassadenschmuck

Das Gebäude Kaulbachstraße 36 ist ein denkmalgeschütztes Mietshaus in der Kaulbachstraße im Münchner Stadtteil Maxvorstadt.

## Beschreibung
Das dreigeschossige Haus mit fünf Achsen im Stil der Neurenaissance wurde 1882 errichtet. Die beiden äußeren Rundbogenfenster der Beletage sind mit gesprengten Giebeln geschmückt, während die mittleren Drillingsfenster durch ein gemeinsames Gesims bedacht werden. An der linken Seite befindet sich das Portal und rechts eine große Toreinfahrt.